# The ハタラケ興業
『The ハタラケ興業』（ザ ハタラケこうぎょう）は、1986年（昭和61年）10月12日から1987年（同62年）3月29日まで朝日放送（ABCテレビ）の『日曜笑劇場』で放送されていたコント形式の公開コメディ番組である。正式なタイトルは「サブシロのTHE・ハタラケ興業」。放送時間は毎週日曜 12:00 - 12:45 （日本標準時）。

## 概要
吉本興業をモデルにした架空の大手芸能プロダクション「ハタラケ興業」を舞台に展開していたハチャメチャコメディ。
この番組の終了後、『日曜笑劇場』は1991年10月に『夕焼けの松ちゃん浜ちゃん』が『松ちゃん浜ちゃんの純情通り3番地』と題して同時間帯へ移動してくるまで4年半シリーズを中断した。シリーズ中断はこれが2度目。

## 出演者
- 太平サブロー・シロー
- 森尾由美
- 池乃めだか
- 中田ボタン（中田カウス・ボタン）
- ジミー大西
- ほか

## エンディングテーマ
- 両手いっぱいのジョニー（小比類巻かほる）